# مارسيلو روزا مورا ماركيز
مارسيلو روزا مورا ماركيز (28 مايو 1991 في البرازيل - ) هو لاعب كرة قدم برازيلي في مركز الوسط. لعب مع جمعية بورتوغيزا الرياضية ونادي أمريكا وفيلا نوفا أتليتيكو ‏.

## وصلات خارجية
- مارسيلو روزا مورا ماركيز على موقع قاعدة بيانات كرة القدم.إي يو (الإنجليزية)
- مارسيلو روزا مورا ماركيز على موقع Soccerway.com (الإنجليزية)